# 舞鶴公園 (舞鶴市)
舞鶴公園（まいづるこうえん）は、京都府舞鶴市の田辺城跡地にある公園。田辺城公園（たなべじょうこうえん）と呼ばれることもある。田辺城の本丸および二の丸の藩主邸の庭園に相当する。19,800m2は「田辺城址」として舞鶴市指定文化財（史跡）となっている。JR西日本および京都丹後鉄道の西舞鶴駅から徒歩7分。

## 施設
- 城門 : 2階に田辺城資料館
- 彰古館（復興二層櫓）
- 自由広場・児童広場
- 心種園

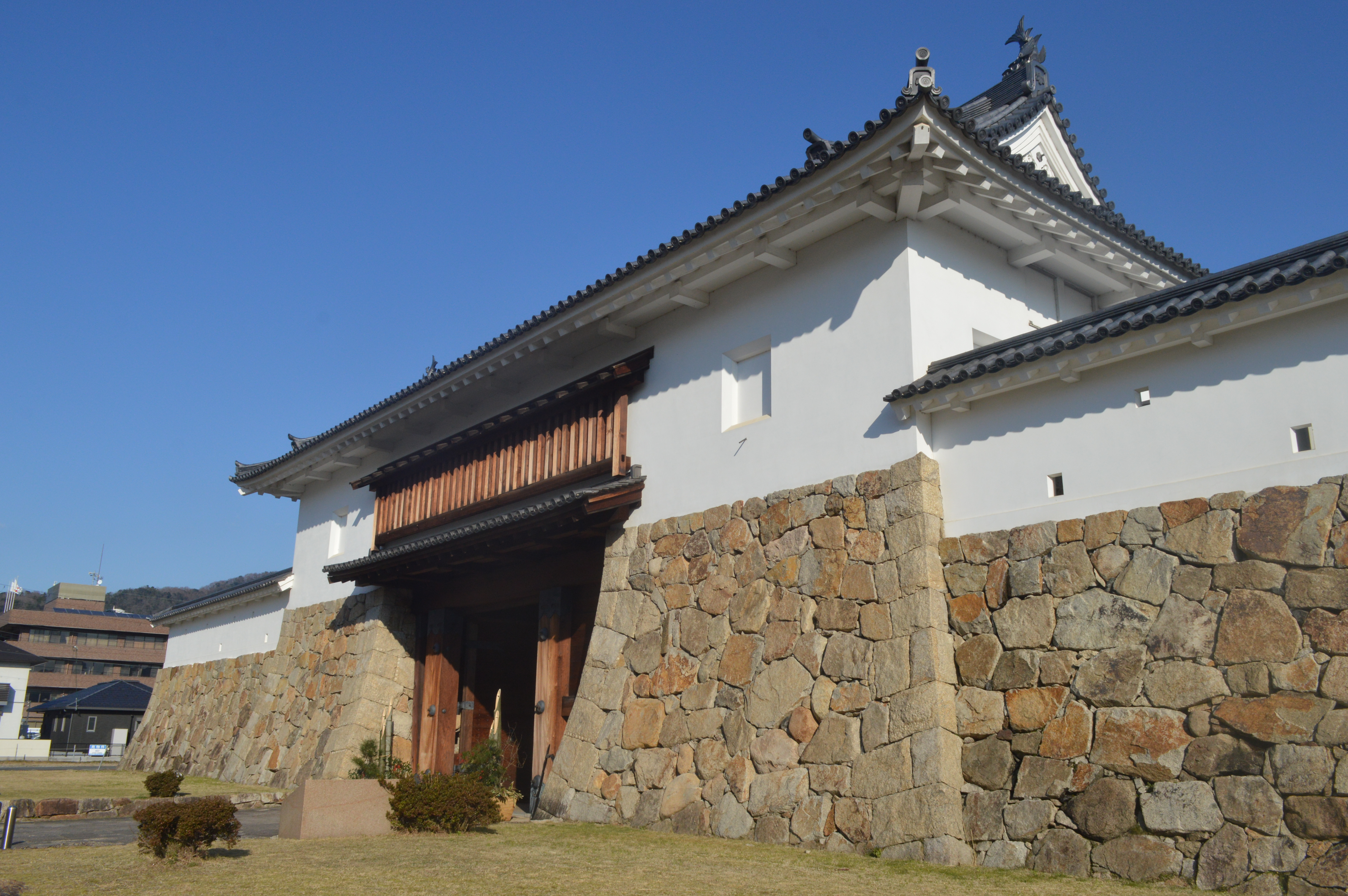
城門（田辺城資料館）
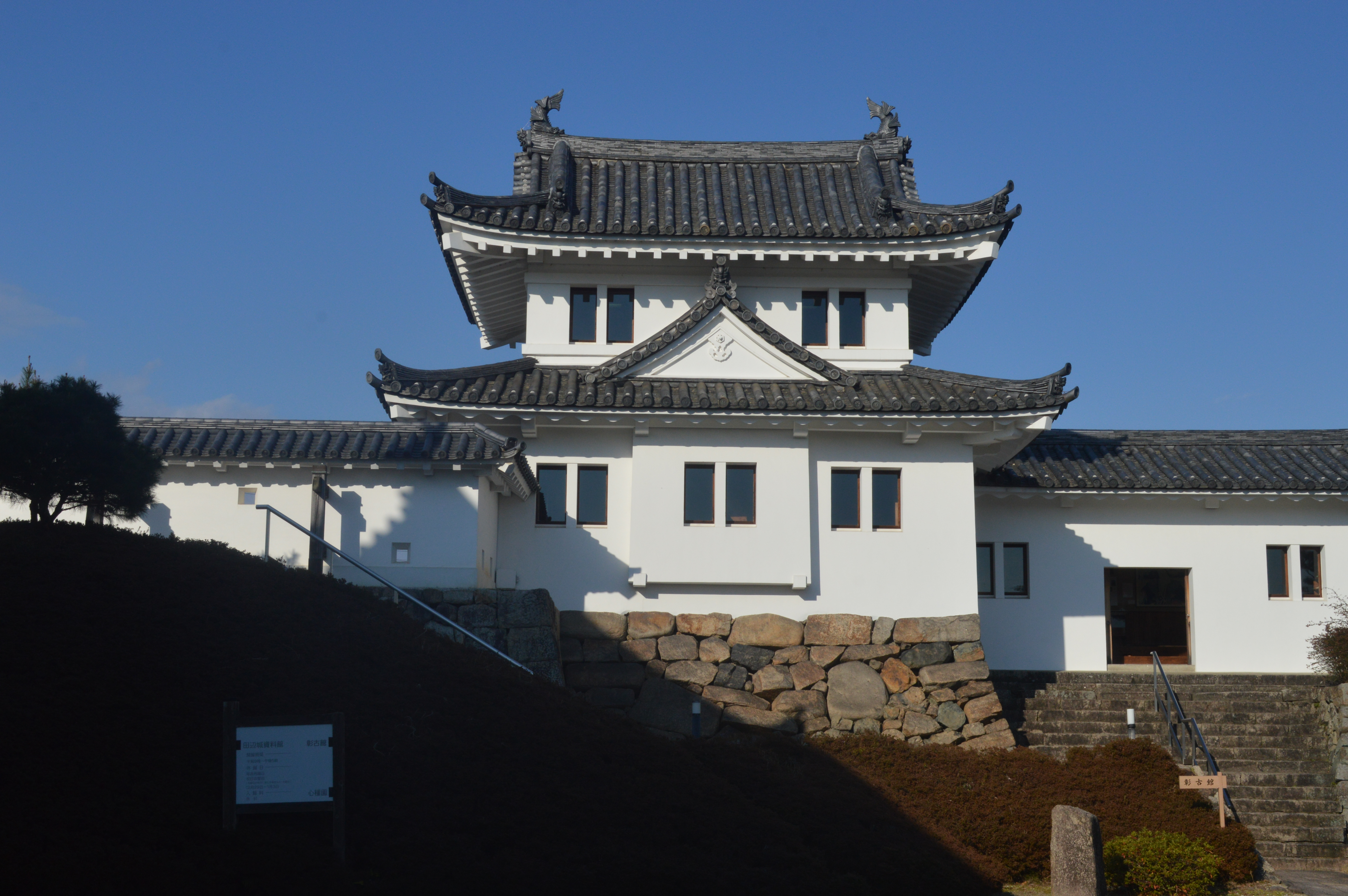
彰古館（復興二層櫓）

## 沿革
戦国時代には織田信長の命によって一色氏を滅ぼして丹後国を平定した細川幽斎が田辺城を築いた。今日では桜の名所として知られる本丸跡であるが、100本の桜は丹後田辺藩の旧藩士によって植えられたとされている。園内の庭園は幕末に「心種園」と名付けられており、脇には幽斎の歌碑が建てられている。
1940年（昭和15年）には実業家の有本国蔵から寄付を受け、西北隅の石垣の上に田辺城の隅櫓が復元され、彰古館と名付けられた。彰古館では「糸井文庫」の錦絵資料を展示している。太平洋戦争時には空襲を避けるために彰古館が迷彩色で塗られ、戦後もしばらくは迷彩の塗装が残っていた。1992年（平成4年）には『田辺府志』の図を基に城門（大手門）が復元され、その2階は田辺城資料館となっているが、復元された城門の規模が大きすぎるとして疑問も呈せられている。

## 田辺城資料館

### 展示
田辺城資料館の展示は「歴代の城主たち」、「要害の地に築かれた田辺城」、「城下町のにぎわい」、「田辺城を掘る 発掘調査」、「牧野家ゆりかの甲冑」、「祭を楽しむ人々」の6つのエリアに分かれており、290年に及ぶ田辺城の歴史や暮らしをパネルや模型で紹介している。江戸時代の城下町を再現したリアルなジオラマからは人々の生活の匂いを感じさせられる。舞鶴市における歴史資料館には、舞鶴西総合会館の1階にある舞鶴市郷土資料館「舞鶴ふるさと発見館」もある。

### 利用案内
- 開館時間 : 午前9時から午後5時
- 休館日 : 毎週月曜日、祝日の翌日、年末年始
- 入館料 : 無料